# Lobe paliforme
Le lobe paliforme est, chez les scléractiniaires, une excroissance verticale qui se trouve à l'extrémité d'un septe, à l'intérieur du calice.